# دعسية
السمسمية أو الدعسية أو البيدالية (الاسم العلمي: Pedaliaceae) هي فصيلة من النباتات تتبع رتبة الشفويات من طائفة ثنائيات الفلقة.

## أجناس
- السمسم
- الأنكرينة
- البيدال